# Isola Fal'šivyj
L'isola Fal'šivyj (in russo Остров Фальшивый, ostrov Fal'šivyj, in italiano "isola Falsa") è un'isola russa che fa parte dell'arcipelago dell'imperatrice Eugenia ed è bagnata dal mar del Giappone.
Amministrativamente appartiene alla città di Vladivostok, nel Territorio del Litorale, che è parte del Circondario federale dell'Estremo Oriente.

## Geografia
L'isola è situata nella parte centrale e sul lato occidentale della baia Novik (бухта Новик, buchta Novik), la lunga insenatura che taglia in due l'isola Russkij. Si trova 220 m a est della terraferma, all'ingresso di una piccola baia dove si affaccia il porto del piccolo borgo di Ėkipažnyj.
Fal'šivyj è un isolotto di forma leggermente allungata, che misura poco più di 35 m di lunghezza e 16 m di larghezza massima nella parte nord-orientale, mentre si assottiglia sul lato rivolto verso la terraferma. L'isola è sassosa, bassa e piatta, con una piccola altura nella parte più ampia.